# Friedrich Ludwig Wilhelm Christian Karl von Tabor
Friedrich Ludwig Wilhelm Christian Karl von Tabor (* 17. Dezember 1776 in Frankfurt am Main; † 31. Mai 1851) war ein belgischer General.

## Leben
Friedrich Ludwig Wilhelm Christian Karl von Tabor entstammte einem alten adeligen Geschlecht und war der Sohn von August von Tabor, der als Rat mehrerer fürstlicher Höfe das reichsstädtische Bürgerrecht erhalten hatte. Bei seiner Taufe waren der regierende Fürst Friedrich Karl August von Waldeck-Pyrmont, Graf Johann Ludwig zu Sayn-Wittgenstein-Hohenstein, Freiherr von Schulz, die Erbprinzessin Christiane Henriette von Pfalz-Zweibrücken und die Herzogin Karoline von Kurland, geb. Prinzessin von Waldeck, seine Taufpaten.
Fürst Friedrich Karl August von Waldeck-Pyrmont ernannte ihn bereits im Alter von 14 Jahren zum Fähnrich in dem Infanterieregiment Waldeck; dort wurde er 1799 zum Leutnant befördert. Mit dem Regiment trat er später in die Reihen der holländischen Armee und nahm von 1793 bis 1795 an den Feldzügen in Flandern und Brabant teil.
1806 trat er in französische Dienste und wurde Adjutant des Generals Leone Baptiste Dumonceau, zwei Jahre später kam er 1808 als Kapitän in den Generalstab.
Bei der Invasion der Engländer 1809 musste das auf dem linken Scheldeufer gelegene Fort Bath eingenommen werden. An der Spitze eines Truppenteils schwamm er durch die Schelde und war einer der Ersten, der die Festungswerke überstieg, dies führte zu seiner schnellen Beförderung zum Oberstleutnant noch im Jahr 1809, dazu erhielt er einen Ehrensäbel. In der Folgezeit folgte er der französischen Armee auf ihren Kriegszügen und wurde im August 1813 in Dresden gefangen genommen. 1815 verließ er den französischen Dienst, nachdem er als Oberst im Generalstab des Marschall Emmanuel de Grouchy an der Schlacht bei Belle-Alliance beteiligt war und zum Offizier der Ehrenlegion befördert worden war; er kehrte in die Niederlande zurück.
Die niederländische Regierung stellte ihn als Major der Infanterie in der 4. Division ein. 1830 war er Oberstleutnant in der 3. Division, die teilweise auch die Besatzung von Mons stellte, als es zur Revolution in den belgischen Provinzen kam. Er war der erste Stabsoffizier, der sich der nationalen Bewegung anschloss und führte das Infanterieregiment in belgischen Diensten von Mons nach Brüssel, hierfür erhielt er von der provisorischen Regierung den Oberbefehl über dieses Regiment, das 3. Linieninfanterie-Regiment, sowie den Rang als Generalmajor und die Stellung Militärgouverneur der Provinz Antwerpen. Aufgrund seines Einflusses konnte verhindert werden, dass General David Hendrik Chassé bei der Belagerung von Antwerpen die Stadt bis zum Äußersten verteidigte. Aus Dank dafür erhielt er von der Bürgerschaft einen Säbel, dessen Klinge die jenes Ehrensäbels war, den General Jean Rapp von Napoleon für die Verteidigung Danzigs überreicht bekam. Die Stadt Antwerpen erwarb diesen Säbel für eine hohe Geldsumme von der Witwe des Generals.
1832 übertrug ihm der König Leopold I. die Kommandantur der Provinz Luxemburg, eine Aufgabe, die er elf Jahre ausübte, hierfür erhielt er vom König den Leopoldorden.
1841 wurde er nach Brüssel gerufen, um als Mitglied in den obersten Militärgerichtshof einzutreten und 1842 wurde er als Generalleutnant nach 65 Dienstjahren und fünfzehn Feldzügen in den Ruhestand versetzt.

## Auszeichnungen
- 1808 Orden de l’union;
- 1812 Orden de la reunion;
- 1815 Offizier der Ehrenlegion;
- 1843 König Leopold I. überreichte ihm den Leopoldorden;
- 1847 Kommandeurkreuz der französischen Ehrenlegion;
- Herzog von Berry ernannte ihn zum Ludwigsritter.